# Jim Pettersson
Jim Eric Pettersson (ur. 1 listopada 1983) – szwedzki zapaśnik walczący w stylu klasycznym. Brązowy medalista mistrzostw świata w 2014. Siódmy na mistrzostwach Europy w 2007. Szósty w Pucharze Świata w 2015 i ósmy w 2010. Cztery razy na podium mistrzostw nordyckich w latach 2005 – 2013.
Mistrz Szwecji w latach: 2004, 2006 i 2011.